# Philippe Alliot
Philippe Alliot (Voves, 1954. július 27. –) francia autóversenyző.

## Pályafutása
Pályafutása kezdetén Philippe három évig a Francia Forma Renault bajnokságban versenyzett, s 1978-ban sikerült is nyernie. 1983-ban sikerült bekerülnie a Formula–2 mezőnyébe. Két évig a RAM sikertelen Formula–1-es csapatában versenyzett, majd az 1986-os idény második felében átszerződött a Ligier-hez. Később a Larrousse Lola csapatánál versenyzett, három idény erejéig  volt a csapatban, s összesen négyszer végzett a hatodik helyen. 1990-ben visszatért a Ligier-hez, ahol nem szerepelt jól. 1993-ban ismét a Larrousse Lola színeiben indult, és a San Marinó-i nagydíj-on megszerezte élete egyetlen ötödik helyezését. 1994-ben a McLaren motorjainak francia szállítója, a Peugeot révén felmerült a lehetőség, hogy a McLaren csapatában is versenyezhet. Ron Dennis azonban végül mégis Martin Brundle-t választotta.

## Eredményei

### Teljes Formula–3000-es eredménysorozata
(Táblázat értelmezése)

(Félkövér: pole-pozícióból indult; dőlt: leggyorsabb kört futott) 

| Év   | Csapat        | Modell    | Motor         | Abroncs | 1      | 2     | 3      | 4     | 5      | 6      | 7     | 8   | 9   | 10  | 11  | Helyezés | Pont |
| ---- | ------------- | --------- | ------------- | ------- | ------ | ----- | ------ | ----- | ------ | ------ | ----- | --- | --- | --- | --- | -------- | ---- |
| 1985 | BS Automotive | March 85B | Ford Cosworth | A       | SIL    | THR   | EST    | VAL   | PAU    | SPA    | DIJ 6 | PER | ZEL | ZAN | DON | 19.      | 1    |
| 1986 | Oreca         | March 86B | Ford Cosworth | A       | SIL Ki | VAL 8 | PAU Ki | SPA 1 | IMO 13 | MUG Ki | PER   | ZEL | BIR | BUG | JAR | 9.       | 9    |

### Teljes Formula–1-es eredménysorozata
(Táblázat értelmezése)

(Félkövér: pole-pozícióból indult; dőlt: leggyorsabb kört futott) 

| Év   | Csapat    | 1      | 2      | 3      | 4      | 5      | 6      | 7      | 8      | 9       | 10     | 11     | 12     | 13     | 14     | 15     | 16     | Helyezés | Pont |
| ---- | --------- | ------ | ------ | ------ | ------ | ------ | ------ | ------ | ------ | ------- | ------ | ------ | ------ | ------ | ------ | ------ | ------ | -------- | ---- |
| 1984 | RAM       | BRA Ki | RSA Ki | BEL Nk | SMR Ki | FRA Ki | MON Nk | CAN 10 | DET Ki | DAL Ni  | GBR Ki | GER Ki | AUT 11 | NED 10 | ITA Ki | EUR Ki | POR Ki | –        | 0    |
| 1985 | RAM       | BRA 9  | POR Ki | SMR Ki | MON Nk | CAN Ki | DET Ki | FRA Ki | GBR Ki | GER Ki  | AUT Ki | NED Ki | ITA Ki | BEL Ki | EUR Ki | RSA    | AUS    | –        | 0    |
| 1986 | Ligier    | BRA    | ESP    | SMR    | MON    | BEL    | CAN    | DET    | FRA    | GBR     | GER Ki | HUN 9  | AUT Ki | ITA Ki | POR Ki | MEX 6  | AUS 8  | 18.      | 1    |
| 1987 | Larrousse | BRA    | SMR 10 | BEL 8  | MON Ki | DET Ki | FRA Ki | GBR Ki | GER 6  | HUN Ki  | AUT 12 | ITA Ki | POR Ki | ESP 6  | MEX 6  | JPN Ki | AUS Ki | 17.      | 3    |
| 1988 | Larrousse | BRA Ki | SMR 17 | MON Ki | MEX Ki | CAN 10 | DET Ki | FRA Ki | GBR 14 | GER Ki  | HUN 12 | BEL 9  | ITA Ki | POR Ki | ESP 14 | JPN 9  | AUS 10 | –        | 0    |
| 1989 | Larrousse | BRA 12 | SMR Ki | MON Ki | MEX -  | USA Ki | CAN Ki | FRA Ki | GBR Ki | GER Ki  | HUN Nk | BEL 16 | ITA Ki | POR 9  | ESP 6  | JPN Ki | AUS Ki | 26.      | 1    |
| 1990 | Ligier    | USA EX | BRA 12 | SMR 9  | MON Ki | CAN Ki | MEX 18 | FRA 9  | GBR 13 | GER Kiz | HUN 14 | BEL Nk | ITA 13 | POR Ki | ESP Ki | JPN 10 | AUS 11 | –        | 0    |
| 1993 | Larrousse | RSA Ki | BRA 7  | EUR Ki | SMR 5  | ESP Ki | MON 12 | CAN Ki | FRA 9  | GBR 11  | GER 12 | HUN 8  | BEL 12 | ITA 9  | POR 10 | JPN    | AUS    | 17.      | 2    |
| 1994 | McLaren   | BRA    | PAC    | SMR    | MON    | ESP    | CAN    | FRA    | GBR    | GER     | HUN Ki |        |        |        |        |        |        | –        | 0    |
| 1994 | Larrousse |        |        |        |        |        |        |        |        |         |        | BEL Ki | ITA    | POR    | EUR    | JPN    | AUS    | –        | 0    |

## Fordítás
- Ez a szócikk részben vagy egészben  a   Philippe Alliot című angol Wikipédia-szócikk fordításán alapul.  Az eredeti cikk szerkesztőit annak laptörténete sorolja fel. Ez a jelzés csupán a megfogalmazás eredetét és a szerzői jogokat jelzi, nem szolgál a cikkben szereplő információk forrásmegjelöléseként.